# Rác gyógyfürdő
A Rác gyógyfürdő vagy rövidebben Rác fürdő Budapest egyik gyógyfürdője. A fürdő jelenleg még jogi viták miatt zárva tart.

## Fekvése
A Rác fürdő Budapest I. kerületében, a Tabánban található.

## Elnevezése
A fürdő nevét a környéken élő rácokról (azaz szerbekről) kapta, német elnevezése Raitzenbad volt. 1931-ben a fürdőt Szent Imre fürdőre keresztelték át, majd a hatvanas években a két nevet a szent előtag elhagyásával egyszerre használták: Imre-(Rác)fürdő. A fürdőt a nyolcvanas évek óta újra Rác gyógyfürdőnek hívják.

## Története

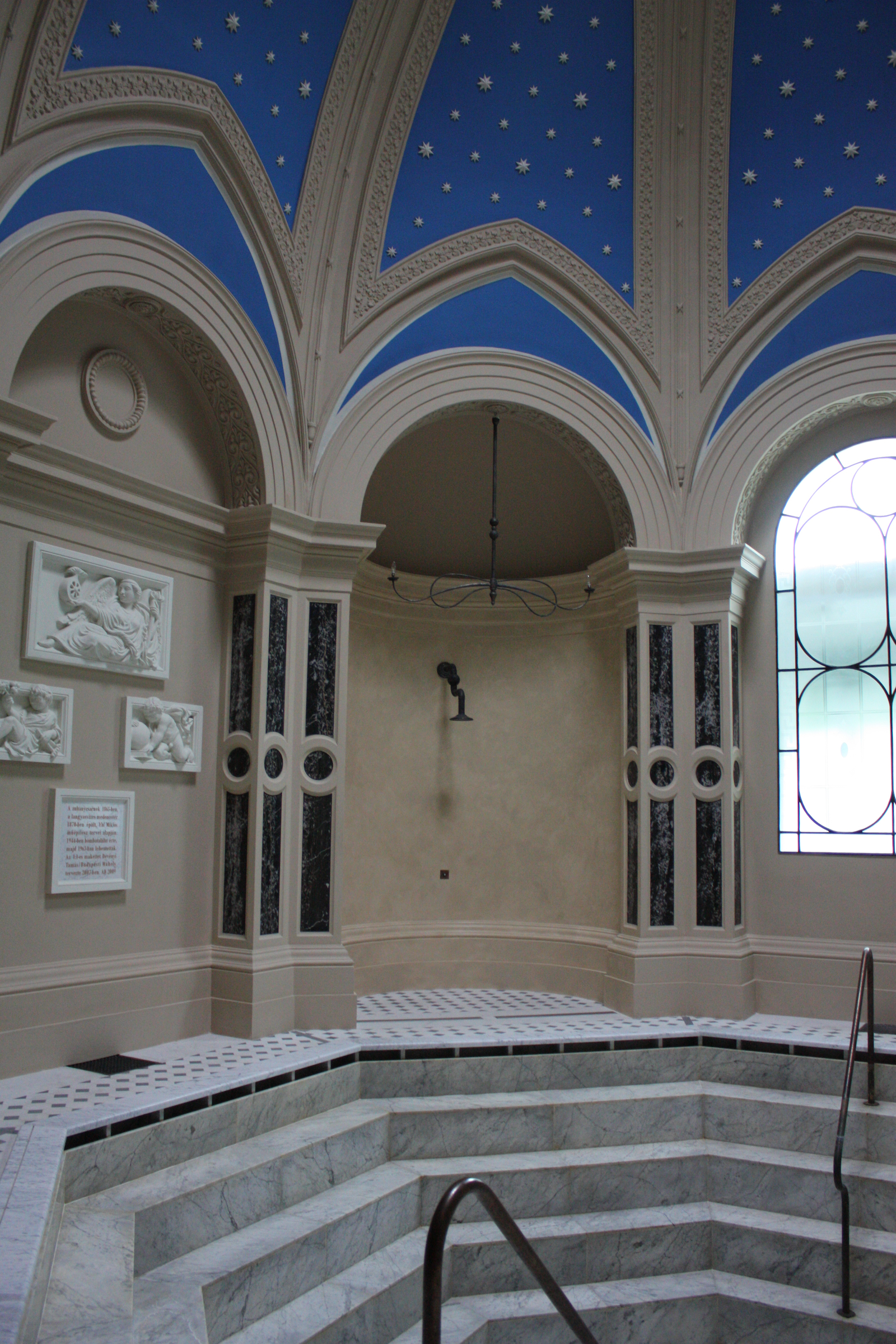
Neoreneszánsz kupola

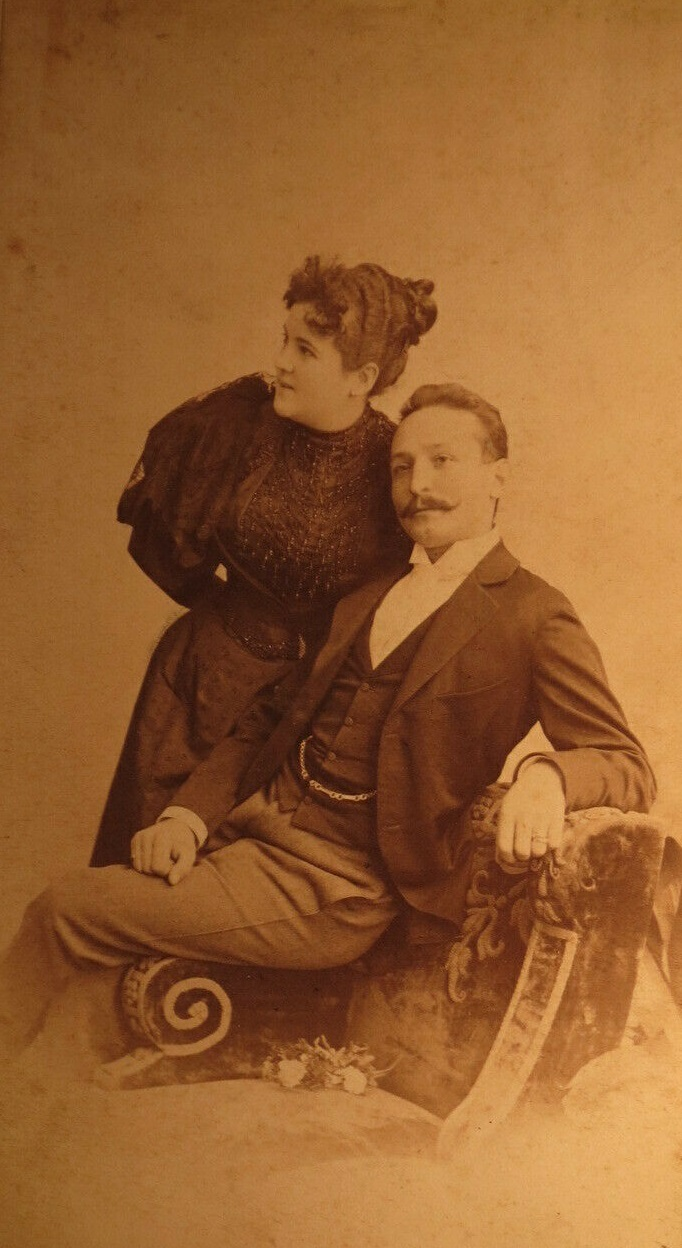
Szalády Géza (1864–1949), a Rác gyógyfürdő igazgatósági gondoka és a fürdő éttermének a bérlője feleségével, Rendessy Olgával, 1895-ben

Egyes feltételezések szerint a fürdő a 15. században, Zsigmond király uralkodása alatt épült, mások Mátyás király nevéhez kapcsolják, de mára bebizonyosodott, hogy a fürdő török eredetű. A különböző török kori leírások különböző néven emlékeznek meg az egykor a Rác fürdő helyén álló fürdőről: Evlija Cselebi török utazó Tabahéne ilidzsaszinak nevezi, Luigi Ferdinando Marsiglinál Kücsük ilidzsa (kisfürdő), míg Edward Brown angol utazó a Tímárok terére néző fürdőként emlékezik meg róla.
Nyolcszögletű kupolacsarnoka a 16. századból, a török hódoltság idejéből származik; akkoriban a kisebb fürdők közé tartozott. Buda visszavételét sértetlenül vészelte át. Ezt követően, előbb a császári kamara, majd 1696-ban Pergassi Károly császár kapitány tulajdonába került. A fürdőt 1860-ban ómoraviczai Heinrich Nepomuk János (1818–1888) orvosdoktor, fürdő-tulajdonos, a Ferenc József-rend lovagja vette meg. A Heinrich család Ybl Miklós tervei alapján 1864–65-ben felújíttatta, majd 1869–70-ben kibővíttette az épületet, ekkor készültek romantikus stílusú medencék is. 1890-ben – az Ördög-árok lefedése és a Tabán alsó részének feltöltése miatt – háromszintesből kétszintessé alakították át.
Gerlóczy Zsigmond (orvos) és Hankó Vilmos (vegyész) így írt a fürdőről 1891-ben a „Budapest fürdői és ásványvizei" című tanulmányában:
A Rácfürdő a Gellért-hegy északnyugati lejtőjén, a város többi háza között fekszik, tőle oldalvást a nem egyesült görögök temploma áll. A forrás a Gellért-hegy északi sziklaoldalának tövéből ered, és rendkívül bő víztartalmú; 24 óra alatt 24,447 hektoliter vizet ad. Vizeinek hőmérséklete 43,4 °C. …Európa legszebb fürdőintézeteinek egyike. A fürdőnek 35 kőfürdője, 14 kádfürdője és egy-egy közös fürdője van férfiak és nők számára. A fürdőhöz igen kényelmes a közlekedés, közel esik hozzá a Rudas-fürdő csavargőzös állomása, és azon kívül a fürdő külön csinos társkocsijai a Deák tértől tízpercenként közlekednek. Bérkocsi-állomás is van a fürdő közelében.
Az Osztrák–Magyar Monarchia utolsó éveiben és a két világháború közti korszakban a fürdő igazgatósági gondoka, illetve annak az éttermének a bérlője Szalády Géza (1864–1949), fűszerkereskedő volt; Szalády Géza apja a jó hírnevű Szalády Antal (1834–1908), fővárosi pót- és gyógykávé gyáros, a Szalády-féle „Hungária kávé“ feltalálója volt. Szalády Géza fürdőgondnoksága és étterem bérlése alatt szinvonalát fenntartotta a Rác gyógyfürdő.
A fürdőt Heinrich Nepomuk János négy gyermeke örökölte, majd azok halála után a család 22 tagjának birtokába került. Az örökösök családi részvénytársasággá alakították az üzemet. Természetes, hogy a 22 tulajdonos nem részesülhetett egyenként megfelelő jövedelemben és épp ezért már 1928-ban elhatározták, hogy a fürdőt eladják.
1931-ben Szent Imre hercegről nevezték el, halálának 900. évfordulója alkalmából, 1934-ben hivatalosan is gyógyfürdővé nyilvánították, belügyminiszteri rendelettel. 1935-ben Budapest székesfőváros megvásárolta. A második világháború súlyos károkat okozott az épületegyüttesben, 1963-ig ideiglenes felújítással működött, majd renoválás céljából két évre bezárták, és 1965-ben nyitották meg újra. A felújítás során több megmaradt, de sérült épületrészt elbontottak. A bontásokban az Erzsébet híd építése is szerepet játszott, de a hídtól viszonylag távol eső épületrészeket is lebontottak. A nyolcvanas években a kupolacsarnokokat már nem használták, a fürdő állapota egyre romlott.
1994-ben fogadták el a környék új rendezési tervét, majd 1998-ban a Budapest Gyógyfürdői és Hévizei Rt. megbízásából elkészültek a fürdő fejlesztési tervei. A Fővárosi Önkormányzat 2002-ben fogadta el a rekonstrukció és a hozzá kapcsolódó szállodaépítés terveit, a felújítás 2007–2010 között nyolcmilliárd forintból elkészült. A felújítás után nem nyílt meg. Azóta pusztul, állagmegóvás hiányában az állapota folyamatosan romlik.

## Épülete

### Felújítás

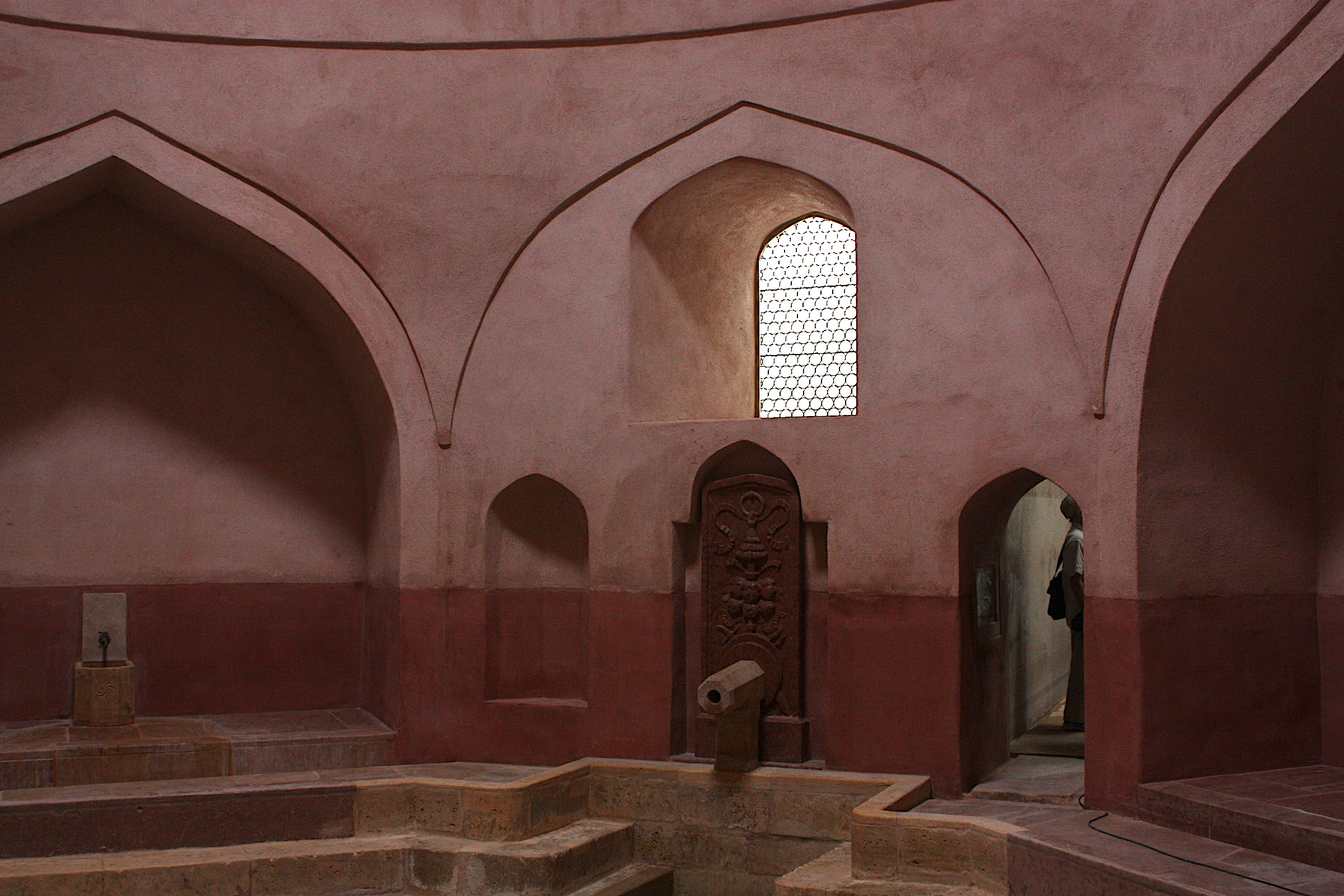
A törökfürdő

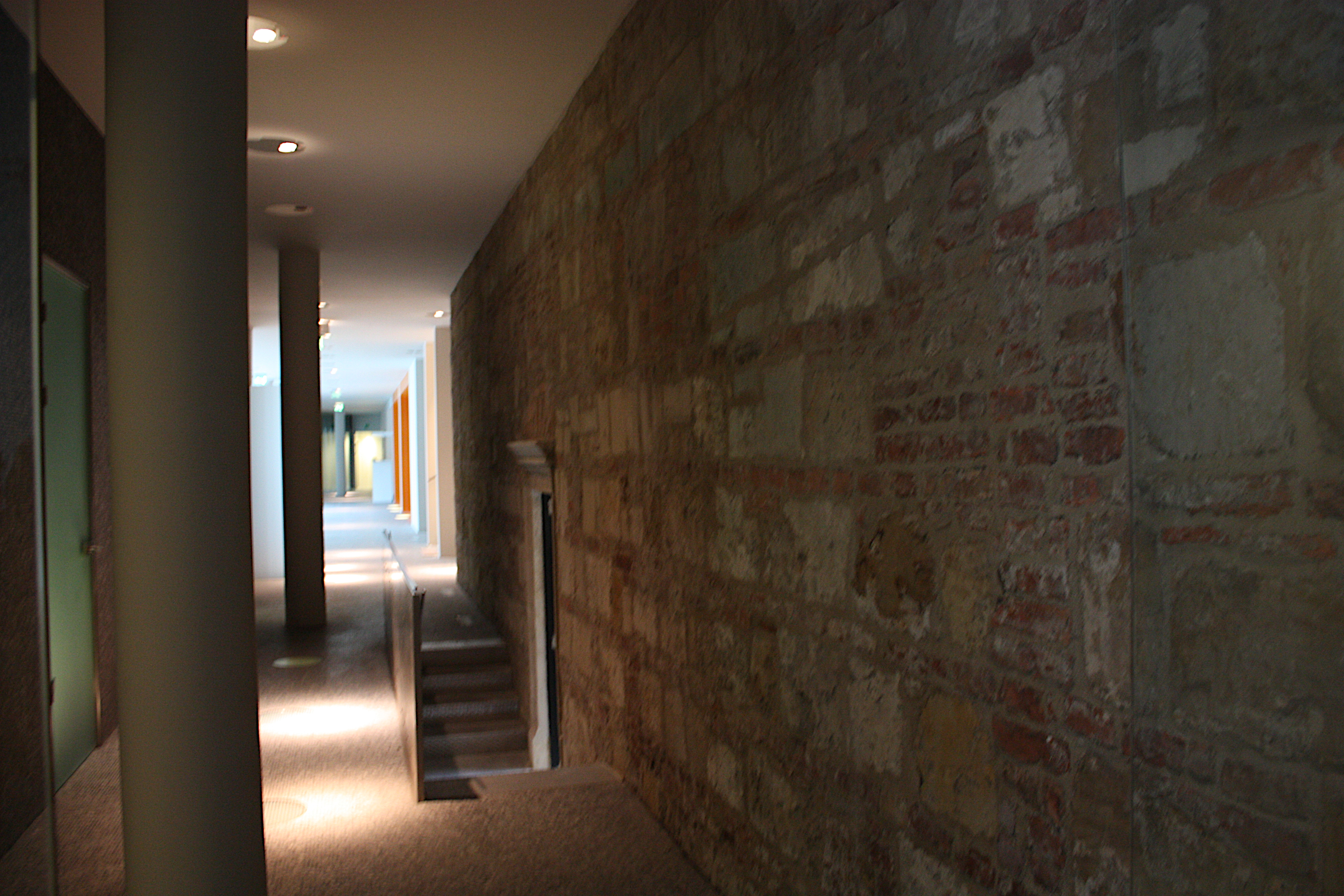

Az újjáépített fürdő 8000 m²-es területén a tervek szerint 14 medence, törökfürdő és az Ybl Miklós által tervezett zuhanycsarnok áll majd a látogatók rendelkezésére. Befogadóképessége kb. 400 fő lesz. A gyógyfürdő mellett 67 lakosztályból álló ötcsillagos szállodát építenek, melynek letisztult, egyszerű vonalvezetésű épületek adnak otthont. A teljes beruházás értéke 6,5 milliárd forint. A szálloda üzemeltetője az eredeti tervek szerint a Kempinski lett volna, később mégis a Baglioni csoporttal kötöttek szerződést.
2002 júliusában a fürdőt bezárták, ekkor 2004. augusztus 20-ra ígérték az újranyitást. A jogerős építési engedélyt Kaszab Ákos terveire 2003-ban kapták meg. A kivitelezés folyamatosan húzódott, a hivatalos magyarázat szerint a régészeti feltárások és a tervezőcsapat és a megrendelők között kialakult állítólagos konfliktus miatt. Kezdetben a Kempinski szállodalánc látott üzleti lehetőséget a felújításban, azonban üzletrészüket eladták 2006-ban az olasz Baglioni szállodaláncnak. 2007 elején a felújítás tervező csapat is újjáalakult, Dévényi Tamás, Kis Péter és Pethő László építészek vették át a munkálatokat és fejezték be a fürdő felújítását. 2010 elejére a felújítási munkálatok befejeződtek. A helyreállítást, a kiegészítések és a kortárs épületrészek minőségét 2011-ben ICOMOS-díjjal ismerték el.

### A fürdő megnyitásnak csúszása
A fővárosi tulajdonú Budapest Gyógyfürdői és Hévizei (BGYH) Zrt. 2001-ben Rác Nosztalgia Kft. néven céget alapított a beruházás megvalósítására, amelyben 25%-os tulajdonrésszel bírt, míg a fennmaradó hányad magánbefektetők tulajdonába került. A fürdő 2002-ben zárt be (ekkor az újranyitást 2004 augusztusára ígérték), az építési engedélyt 2003-ban kapták meg. 2005-ben 750 millió forint pályázati támogatást nyertek el a turisztikai hivataltól. A projekt indulása óta az eredeti befejezési határidőt számos alkalommal módosították, mert a beruházó nem tudta tartani az ütemtervet. 2009 októberében a BRFK nyomozást indított, mivel feltételezhető, hogy a beruházás során a Fővárosi Önkormányzatot jelentős vagyoni kár érte. Ezt az eljárást bűncselekmény hiányában megszüntették, majd 2012 októberében hűtlen kezelés gyanúja miatt rendelt el újból nyomozást a Fővárosi Főügyészség. Ekkora már a Rác Nosztalgia Kft. ellen elindult a csődeljárás. 2013 januárjában Tarlós István főpolgármester azt nyilatkozta, hogy a Főváros szeretne a hitelező bankkal megegyezni és így megnyithatna a fürdő. 2019-ig azonban még mindig nem sikerült rendezni a pénzügyi és tulajdonjogi vitákat.
2020 januárjában Karácsony Gergely főpolgármester a Rác Fürdő Eszközkezelő Kft. (REK) élén személyi változást tervez, valamint más határozati javaslat is szerepel a fővárosi közgyűlés napirendjén: 5 millió forintos tőkeemelést a REK-ben és kamatmentes kölcsön nyújtását, hogy megvásárolhassa mind a fürdő, mind a mellette álló hotel épületét (847902 REK Kft. szakmai feladatai).
2021 március-áprilisában a Rác Nosztalgia Kft. felszámolása során 5,1 milliárd forintos kikiáltási áron árverést hirdettek meg a fürdő-szálloda együttesre. Egyetlen jelentkezőként a Budapest Gyógyfürdői és Hévizei Zrt. vásárolta vissza a gyógyfürdőt.

## A fürdő medencéi, szaunák, gőzfürdők
A fürdő 2020 májusában még nem nyílt meg, a sajtónak több alkalommal illetve nyílt napok keretében azonban már megmutatták a nagyközönségnek a felújított fürdőt.

### Törökfürdő
A Rác fürdő legrégebbi része a török kupola – épült 1572-ben – melyet anno Kücsük Ilicának, vagyis „kis fürdőnek” neveztek. Ezen fürdőrész kiváló állapotban maradt fenn az évszázadok során, így teljes mértékben eredeti formájában születhetett újjá. A falak, boltívek és ablaknyílások is fennmaradtak, ám ezeken túl a medencetér lépcsői is előkerültek a feltárások során. Ennek megfelelően a török fürdőrész régi pompájában áll, és használható csakúgy, mint elődeink idejében. A nagy medencetér mellett elhelyezkedő kisebb kupolát 1905-ben lebontották, de a mostani feltárások leletei alapján szintén újraépült.

### Ybl-fürdő és tusolócsarnok
A Rác fürdő romantikus és neoreneszánsz részei Ybl Miklós munkáját dicsérik, melyek két fázisban, 1865-ben és 1870-ben készültek el. Az Ybl-kupola és tusolócsarnok romantikus, csipkés boltíveinek mindössze 30-40 százaléka maradt fenn a 20. század során elszenvedett pusztításokat követően. A teljes 19. századi fürdőterület (Ybl-kupola, tusolócsarnok, Flóra-fürdő, neoreneszánsz kupola) korabeli rézkarcok, leírások, rajzok, későbbi bontási dokumentumok, illetve a jelen feltárások leletei alapján épült fel, teljes mértékben tükrözve eredeti állapotát.
Az 1870-ben épült neoreneszánsz kupola jelentős változásokat mutat az építész perspektívájában. A márvány jelenik meg mint fő díszítőelem, és a kor modernitásainak jelképeit Ybl domborművek elhelyezésével ábrázolja. Ilyenek a nyugati és keleti falon található, a vasutat és a szikratávírót jelképező alkotások. Ezen épületrészt az Erzsébet híd építésekor teljesen lebontották, melynek alapvető építészettörténeti információkat nyújtó maradványait a betemetett medencetérből tárták fel a mostani építkezés során.
A Flóra-fürdő, amely szintén 1865-ben épült, az ókori római fürdők stílusát idézi. Ezen fürdőrész a komplexum elkülönített VIP-részlegeként szolgál. Közvetlenül a történelmi rész köré épült a fürdő legújabb, modern területe, amely magában foglalja a szaunavilágot, a pihenőtereket és a húsz kezelővel ellátott Day Spát. A híradások szerint a fürdőben 13 medence, 21 kezelő, szaunák széles választéka, pihenőterek, tetőtéri napozóterasz van, és egy elkülönített VIP-szekciót is kialakítottak.

## A fürdő gyógyvize
A Rác fürdőt a kénes Nagy- és a Mátyás-forrás látta el gyógyvízzel. A közvetlenül a törökfürdő alatt feltörő víz tartalmaz kalciumot, magnéziumot, nátrium-hidrogén-karbonátot, szulfát-kloridot, illetve nátrium- és fluorid-iont is. A víz – a fürdőben nyújtott kezelésekkel és szolgáltatásokkal együtt – hatásos ízületi bántalmak, gerincmegbetegedések, porckorongsérv, idegzsába, keringési zavarok, illetve asztmás megbetegedések kezelésére.